# Arye Sharuz Shalicar

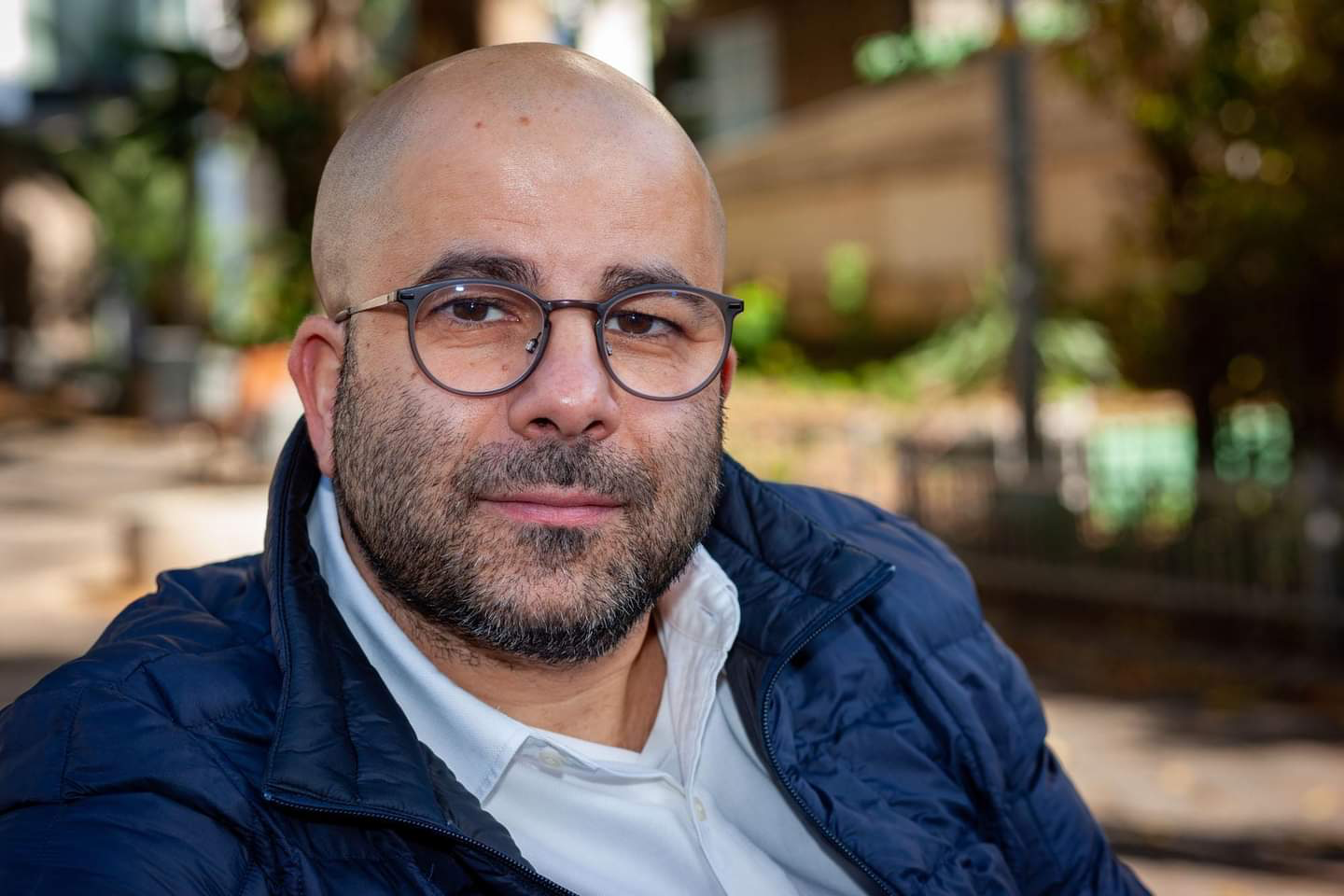
Arye Sharuz Shalicar 2023

Arye Sharuz Shalicar (hebräisch אריה שרוז שליקר; geboren 13. August 1977 in Göttingen) ist ein deutsch-israelischer Politologe, Publizist, Schriftsteller und Regierungsmitarbeiter persisch-jüdischer Herkunft. Der ehemalige Graffiti-Künstler und Hip-Hop-Musiker diente von 2009 bis 2017 als offizieller Sprecher der israelischen Verteidigungsstreitkräfte und bekleidete den Rang eines Majors. Als Reservist ist er seit dem Terrorangriff der Hamas auf Israel am 7. Oktober 2023 erneut als Sprecher der israelischen Verteidigungsstreitkräfte aktiv, mit einer Unterbrechung zwischen Mai und September 2024. Seit 2017 arbeitet er als Abteilungsleiter in der israelischen Regierung. Motive aus Shalicars Jugend wurden von Warner Brothers und der Produktionsfirma Carte Blanche International verfilmt: Ein nasser Hund kam 2021 in die deutschen Kinos.

## Leben
Shalicar ist Sohn iranischer Juden, die vor dem Antisemitismus in ihrer Heimat in den 1970er Jahren nach Deutschland geflohen waren. Er wuchs in West-Berlin säkular auf, ohne von seinem jüdischen Familienhintergrund zu wissen. Als sich dies änderte und er als Jugendlicher mit seiner Familie vom Bezirk Spandau nach Berlin-Wedding mit seinem hohen Anteil muslimischer Bewohner umzog, wurde er vom allseits akzeptierten Jugendlichen zur Zielscheibe von Judenfeindlichkeit. Daraufhin verbündete er sich mit der vorwiegend kurdisch-libanesischen Gang Kolonie Boys, war Mitglied bei der Türkengang The Black Panthers (TBP) und den ethnisch gemischten Berlin Street Gangsters (BSG). Mit 17 Jahren war er nach eigenen Angaben in eine Messerstecherei mit einem türkischen Jugendlichen verwickelt, der die Kolonie Boys beleidigt hatte. Dieser wurde hierbei verletzt und Shalicar nicht von der Polizei gefasst.
Als Graffitisprüher war Shalicar zunächst als Mitbegründer der Berliner Gruppierung ASP aktiv. Diese wurde später Teil der sich zunächst zumeist ebenfalls mit Graffiti, später aber auch mit Rap befassenden Formation Berlin Crime, welche er als einer der bundesweit größten ihrer Art unter dem Pseudonym BossARO gemeinsam mit Frauenarzt leitete und zu welcher auch zahlreiche weitere Hip-Hop-Musiker wie etwa Manny Marc und MC Bogy gehörten. So war er mit Gastbeiträgen auf den Alben BC und Der Untergrundkönig von Frauenarzt, Dobermann Demotape Part 1 von Manny Marc sowie Berlin bleibt Untergrund, einem gemeinsamen Album von Frauenarzt und Manny Marc, vertreten. Shalicar plante zunächst, auch ein Album zu veröffentlichen, was jedoch nicht realisiert wurde. Er begründete dies später damit, dass er ungern Texte geschrieben habe und er seinen Lebensmittelpunkt nach Israel verlegen wollte. Als ehemaliges Mitglied der Gruppierung ASP war Shalicar bereits ab Anfang der 1990er Jahre mit dem späteren Rapper MC Basstard bekannt. Diesen vermittelte er Berlin Crime, womit Shalicar laut Aussage Basstards mitverantwortlich dafür ist, dass er Rapper geworden sei.
Nach seinem 1997 bestandenen Abitur verließ Shalicar die Graffitiszene und leistete seinen Grundwehrdienst als Sanitäter. Im Anschluss daran begann er ein Studium der Politikwissenschaft, der Judaistik und der Islamwissenschaft an der Freien Universität Berlin. Zuvor hatte er Sozialwissenschaften an der Humboldt-Universität zu Berlin studiert. 2001 wanderte er nach Israel aus, um „ein Leben der Zugehörigkeit zu führen, ein Leben ohne schiefe Blicke, ein Leben als Jude“. In Israel setzte er sein politikwissenschaftliches Studium an der Hebräischen Universität Jerusalem fort, das er 2006 als Bachelor abschloss. Anschließend erwarb er 2009 den Mastergrad in European Studies mit Auszeichnung. Bereits ab 2006 war er für die Jewish Agency for Israel tätig und arbeitete auch für das Nahoststudio der ARD in Tel Aviv. Shalicar begann seinen Wehrdienst bei den israelischen Verteidigungsstreitkräften im Jahr 2001 bei einer Unterstützungseinheit der Fallschirmjäger. Von Oktober 2009 bis Anfang 2017 war er einer der vier offiziellen Sprecher der israelischen Armee. Seitdem ist er Militärsprecher in Reserve und wurde in dieser Funktion während des Israel-Gaza-Konfliktes 2021 mit der Hamas und beim Terrorangriff der Hamas auf Israel 2023 als Sprecher der israelischen Streitkräfte reaktiviert. Seit 2017 arbeitet er in der Regierung, mit Sitz im Büro des Ministerpräsidenten in Jerusalem. Dort ist er Abteilungsleiter des Bereichs internationale Beziehungen. Im Mai 2024 gab er bekannt, seit Beginn des Monats nicht mehr israelischer Militärsprecher zu sein, seit dem 25. September ist er wieder als Militärsprecher aktiv.
2021 wurde sein autobiographischer Roman Ein nasser Hund ist besser als ein trockener Jude. Die Geschichte eines Deutsch-Iraners, der Israeli wurde. unter dem Titel Ein nasser Hund mit Doguhan Kabadayi als Soheil verfilmt.
Shalicar schreibt gelegentlich Artikel und Kolumnen für die deutschsprachige und internationale Presse, so etwa für die Tageszeitung Die Welt, die Nordwest-Zeitung, die Berliner Zeitung, die Jüdische Allgemeine und die Jerusalem Post. Besonders aktiv tritt er auf dem Kurznachrichtendienst X in Erscheinung. Dort veröffentlichte Postings, in denen er deutsche Journalisten, darunter Tilo Jung, als „Top-10 Verbreiter von Judenhass“, „häßliche Menschen“ und „widerliche[n] antisemitische[n] Sumpf“ schmähte, riefen Anfang 2025 Kritik hervor. Das nd wertete sie als „Diffamierung“.
Shalicar ist seit 2010 verheiratet, Vater von zwei Kindern und wohnt bei Jerusalem. Laut eigenen Angaben leben Teile von Shalicars Familie im Westjordanland.

## Veröffentlichungen
Bücher
- Ein nasser Hund ist besser als ein trockener Jude. Die Geschichte eines Deutsch-Iraners, der Israeli wurde. dtv, München 2010, ISBN 978-3-423-24797-9.
- Der neu-deutsche Antisemit. Gehören Juden heute zu Deutschland? Eine persönliche Analyse. Verlag Hentrich & Hentrich, Berlin 2018, ISBN 978-3-95565-271-5.
- 100 Weisheiten, um das Leben zu meistern. Selbst wenn du aus dem Ghetto stammst. FinanzBuch Verlag, München 2021, ISBN 978-3-95972-382-4.
- Ein nasser Hund ist besser als ein trockener Jude: Die Geschichte eines Deutsch-Iraners, der Israeli wurde – Autobiografie (Buch zum Film). dtv, München 2021, ISBN 978-3-423-34980-2
- Schalom Habibi. Zeitenwende für jüdisch-muslimische Freundschaft und Frieden. Verlag Hentrich & Hentrich, Leipzig 2022, ISBN 978-3-95565-552-5.
- Tagebuch aus Cherson – vom Leben und Überleben im Krieg in der Ukraine. 40 Briefe eines Vaters an seine Tochter. FinanzBuch Verlag, München 2023, ISBN 978-3-95972-721-1.

Mitautor
- Kurdistan. Wie ein unterdrücktes Volk den Mittleren Osten stabilisiert. Mit Tobias Huch, Riva Verlag, München 2018, ISBN 978-3-7423-0427-8.
- Deutschlands freiwilliger Untergang – Identitätskrise einer Nation, die keine sein will. Mit Salahdin Koban, FinanzBuch Verlag, München 2020, ISBN 978-3-95972-297-1.

Artikel und andere Medienbeiträge
- Antisemitismus und die Medien. Mich werden sie nicht einschüchtern. In: Die Welt. 20. August 2020.
- Mein Vater träumt von einer neuen Revolution. Ich träume mit ihm. In: Die Welt. 1. Februar 2019.
- Den lebenden Juden kennenlernen. Interview mit Arye Sharuz Shalikar, In: Neue Westfälische. 2. Oktober 2018.
- Jugend im kleinen Nahen Osten von Berlin. In: deutschlandfunk.de. 6. Dezember 2010, abgerufen am 10. Oktober 2024 (Dorothea Jung schrieb den Beitrag über das Buch von Arye Sharuz Shalicar: „Ein nasser Hund ist besser als ein trockener Jude. Die Geschichte eines Deutsch-Iraners, der Israeli wurde“.).

## Auszeichnung
- 2024: Arik-Brauer-Publizistikpreis (Sonderpreis)[25]